# Florin Motroc
Florin Motroc (Bucarest, 8 agosto 1967) è un allenatore di calcio ed ex calciatore rumeno, di ruolo centrocampista.
È il figlio di Ion Motroc.

## Palmarès

### Giocatore

#### Competizioni nazionali
- Coppa di Moldavia: 1

Sheriff Tiraspol: 1998-1999

### Allenatore

#### Competizioni nazionali
- Campionato giordano: 1

Shabab Al-Ordon: 2012-2013
- Supercoppa della Giordania: 1

Shabab Al-Ordon: 2013
- Bahraini Premier League: 1

Al-Riffa: 2013-2014
- Bahraini FA Cup: 1

Al-Riffa: 2013-2014
- Kuwait Federation Cup: 1

Kazma: 2015-2016
- Oman Super Cup: 1

Dhofar: 2017